# لدخه خاء
لدخه خاء منطقه‌ای زراعتی است در جنوب کوخرد و از توابع بخش کوخرد شهرستان بستک در غرب استان هرمزگان در جنوب ایران واقع شده‌است.
این منطقه در شمال تنب تپه جعفرآباد و در بادیه جنوبی کوخرد واقع می‌باشد. خانه‌های قدیمی حاج رضا جعفری و حاج عبدالرزاق جعفری در آنجا قرار دارند.

## محدوده لدخه خاء
از شمال رودخانه مهران، از جنوب جعفرآباد، از مغرب نخل شیخیا، و از سمت مشرف به بند باریکو محدود می‌گردد.

## نخلهای لدخه خاء
نخلستان لدخه خاء دقیقاً در لب رودخانه قرار دارند، اما در ارتفاع ۶ متر از سطح آب رودخانه قرار دارند وهنگام طغیان رودخانه آب رودخانه به نخلها نمی‌رسد.